# فرانك أوليينيك
فرانك أوليينيك (بالإنجليزية: Frank Oleynick)‏ مواليد 20 فبراير 1955 في بريدجبورت، هو لاعب كرة سلة أمريكي سابق بدأ مسيرته الاحترافية في سنة 1975 وحمل الرقم 44. يبلغ طوله 6 قدم 2 بوصة (1.9 م). مثّل منتخب بلاده. اعتزل اللعب في 1977.

## الميداليات
| الميدالية | المسابقة                         |
| --------- | -------------------------------- |
| برونزية   | بطولة كأس العالم لكرة السلة 1974 |

## روابط خارجية
- فرانك أوليينيك على موقع الاتحاد الدولي لكرة السلة (الإنجليزية)
- فرانك أوليينيك على موقع إن بي أي (الإنجليزية)
- فرانك أوليينيك على موقع سبورتس رفرنس (الإنجليزية)
- فرانك أوليينيك على موقع كلية كرة السلة في سبورتس رفرنس.كوم (الإنجليزية)
- فرانك أوليينيك على موقع ريلجم (الإنجليزية)
- فرانك أوليينيك على موقع بروبوليرز (الإنجليزية)